# エピソード (ストラトヴァリウスのアルバム)
エピソード (Episode)は、フィンランドのパワーメタルバンド・ストラトヴァリウスの5枚目のスタジオアルバムである。

## 概要
キーボーディストにイェンス・ヨハンソン、ドラマーにヨルグ・マイケルが加わってから初のアルバムである。以前よりも全体にサウンドに厚みが増したパワーメタル曲が多くを占める。ライヴでの定番曲であるアコースティックバラード『Forever』を収録。作詞作曲もティモ・トルキ以外のメンバーが積極的に参加している。
『Forever』は1996年にペ・ヨンジュンとチェ・ジウが初主演・初共演した韓国ドラマ『初恋』の劇中で主題歌のように頻繁に流れている。同曲は韓国国内で大変な人気を博することとなった。その影響で『Episode』の韓国国内での売り上げが急増したが、「Forever」以外の曲に驚いた多くの購入者による大規模な返品騒動も発生した。

## 収録曲
1. "ファザー・タイム" - "Father Time" – 5:01 (作曲Tolkki,作詞. Kotipelto, Johansson)
2. "ウィル・ザ・サン・ライズ" - "Will the Sun Rise?" – 5:06 (作曲Tolkki,作詞. Kotipelto, Johansson)
3. "エタニティ" - "Eternity" – 6:55　(作曲Tolkki,作詞. Kotipelto)
4. "エピソード" - "Episode (Instr.)" – 2:01 (作曲Tolkki)
5. "スピード・オブ・ライト" - "Speed of Light" – 3:03 (作曲Tolkki, 作詞Kotipelto)
6. "アンサートゥエンティ" - "Uncertainty" – 5:58 (作曲Kotipelto, 作詞Kotipelto)
7. "シーズン・オブ・チェンジ" - "Season of Change" – 6:56 (作曲Tolkki, 作詞Kotipelto)
8. "ストラトスフィア" - "Stratosphere" – 4:52　(作曲Tolkki)
9. "バビロン" - "Babylon" – 7:09　(作曲Tolkki, 作詞Kotipelto)
10. "トォモロー" - "Tomorrow" – 4:51　(作曲Tolkki, 作詞Johansson)
11. "ナイト・タイム・エクリプス" - "Night Time Eclipse" – 7:58　(作曲Tolkki, 作詞Kotipelto)
12. "フォーエヴァー" - "Forever" – 3:08　(作曲Tolkki, 作詞Tolkki)
13. "ホエン・ザ・ナイト・ミーツ・ザ・デイ" - "When the Night Meets the Day" – 5:30 (日本版ボーナストラック / hidden track)(作曲Tolkki, 作詞Tolkki)

なお、"Father Time"と"Tomorrow"の作詞をしたJohanssonとは、イェンス・ヨハンソンではなくバッキングヴォーカルに参加したリチャード・ヨハンソン（Richard Johansson)のことである。

## 参加ミュージシャン
- ティモ・トルキ - Guitar
- ティモ・コティペルト - Vocals
- ヤリ・カイヌライネン - Bass
- イェンス・ヨハンソン - Keyboards
- ヨルグ・マイケル - Drums